# Districtul Taher
Taher este un district din provincia Jijel, Algeria.